# 拿騷萊克 (紐約州)
拿騷萊克（英語：Nassau Lake）是位於美國紐約州倫塞勒縣的普查規定居民點。

## 人口
根據2020年美國人口普查的數據，拿騷萊克的面積為4.65平方千米，當中陸地面積為3.94平方千米，而水域面積為0.71平方千米。當地共有人口1004人，而人口密度為每平方千米215.91人。